# Я есмь Сущий
Я есмь Су́щий (от др.-греч. ᾿Εγώ εἰμι ὁ ὤν эго́ ими́ го он; др.-евр. אֶהְיֶה אֲשֶׁר אֶהְיֶה‬ эхье́ аше́р эхье́) — фраза, встречающаяся в Библии (в книге Исход). Используется как один из эпитетов Бога.

## Библейский контекст
Это выражение упомянуто при явлении неопалимой купины пророку Моисею. Моисей спрашивал Бога о том, какой дать ответ евреям на вопрос об имени Бога. И Бог отвечал Моисею «Я есмь Сущий» («буду, каким буду»), называя в качестве имени Бога эпитет «Сущий».
В православном христианстве эпитет «Сущий» считается одним из имён Бога. Поскольку, по мнению святых отцов, Бог дал бытие всем прочим существам, а сам в свою очередь является абсолютным бытием, имя «Сущий» в первую очередь, указывающее на Его самобытность.